# Karaptschiw (Tscherniwzi)
Karaptschiw (ukrainisch Карапчів; russisch Карапчов Karaptschow, rumänisch Carapciu, deutsch (bis 1918) Karapcziu am Sereth) ist ein Dorf im Süden der ukrainischen Oblast Tscherniwzi mit etwa 2000 Einwohnern (2001).
Das 1573 erstmals schriftlich erwähnte Dorf liegt in der nördlichen Bukowina etwa 5 km westlich vom ehemaligen Rajonzentrum Hlyboka und etwa 24 km südlich der Oblasthauptstadt Czernowitz auf der linken Uferseite des Sereth.
Am 12. Juni 2020 wurde das Dorf zum Zentrum der neu gegründeten Landgemeinde Karaptschiw (Карапчівська сільська громада/Karaptschiwska silska hromada). Zu dieser zählt auch das eine in der untenstehenden Tabelle aufgelistete Dorf; bis dahin bildete es die Landratsgemeinde Karaptschiw (Карапчівська сільська рада/Karaptschiwska silska rada) im Rajon Hlyboka.
Seit dem 17. Juli 2020 ist der Ort ein Teil des Rajons Tscherniwzi.
Folgende Orte sind neben dem Hauptort Karaptschiw Teil der Gemeinde:
| Name                     | Name       | Name                      | Name       | Name        |
| ukrainisch transkribiert | ukrainisch | russisch                  | rumänisch  | deutsch     |
| ------------------------ | ---------- | ------------------------- | ---------- | ----------- |
| Jordaneschty             | Йорданешти | Иорданешты (Iordaneschty) | Iordăneşti | Jordanestie |